# Huperzia haleakalae
Huperzia haleakalae är en lummerväxtart som först beskrevs av William Dunlop Brackenridge, och fick sitt nu gällande namn av Josef Holub. Huperzia haleakalae ingår i släktet lopplumrar, och familjen lummerväxter. Inga underarter finns listade i Catalogue of Life.